# 42-й Вирджинский пехотный полк
42-й Вирджинский добровольческий пехотный полк (42nd Virginia Volonteer Infantry Regiment) — пехотный полк, набранный в штате Вирджиния во время Гражданской войны в США. Он сражался в основном в составе Северовирджинской армии.

## Формирование
42-й Вирджинский был сформирован в Стаутоне в июле 1861 года. Его роты были набраны в округах Генри, Флойд, Бедфорд, Кэмпбелл, Роанок, Патрик и Франклин.

## Боевой путь
Под командованием полковника Джессе Беркса полк участвовал в кампании в долине Шенандоа и участвовал в первом сражении при Кернстауне, где Беркс принял командование бригадой. В последующей Семидневной битве полк числился в дивизии Джексона, в бригаде Джона Джонса и не понёс потерь. Впоследствии он потерял много солдат в сражении у Кедровой горы и 62 человека было потеряно в ходе второго сражения при Бул-Ране.
Капитан Роберт Уайтерс командовал полком в ходе сражения при Энтитеме и принял командование бригадой после ранения всех старших офицеров.
В ходе сражение при Фредерикберге бригада Джонса числилась в дивизии Уильяма Тальяферро; в этом бою полк потерял 26 человек.

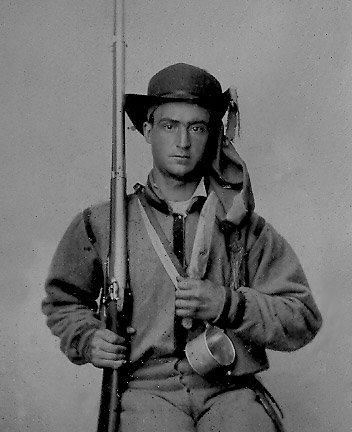
Эндрю Уинн, рядовой 42-го вирджинского полка. Умер в плену после 12 мая 1864.

В сражении при Чанселорсвилле бригада Джонса числилась в дивизии Релей Колстона, и 42-м вирджинским командовал Роберт Уайтерс, который к тому моменту имел звание подполковника. В этом сражении полк потерял 125 человек. В том же мае 1863 года бригаду Джона Роберта Джонса передали генералу Джону Маршалу Джонсу.
Во время сражение при Геттисберге бригада числилась в составе дивизии Эдварда Джонсона и участвовала в штурме высоты Калпс-Хилл, действуя на правом фланге дивизии. 42-й вирджинский находился среди полков на правом фланге бригады.